# Згорне Негоне
Згорне Негоне (на словенски: Zgornje Negonje) е село в Словения, Савински регион, община Рогашка Слатина. Според Националната статистическа служба на Република Словения през 2002 г. селото има 141 жители.